# Oroqen Zizhiqi
Oroqen Zizhiqi (orocka chorągiew autonomiczna; chiń. 鄂伦春自治旗; pinyin: Èlúnchūn Zìzhìqí) – orocka chorągiew autonomiczna w północno-wschodnich Chinach, w regionie autonomicznym Mongolia Wewnętrzna, w prefekturze miejskiej Hulun Buir. W 1999 roku liczyła 316 969 mieszkańców.